# Aleja Rodziny Poznańskich w Łodzi

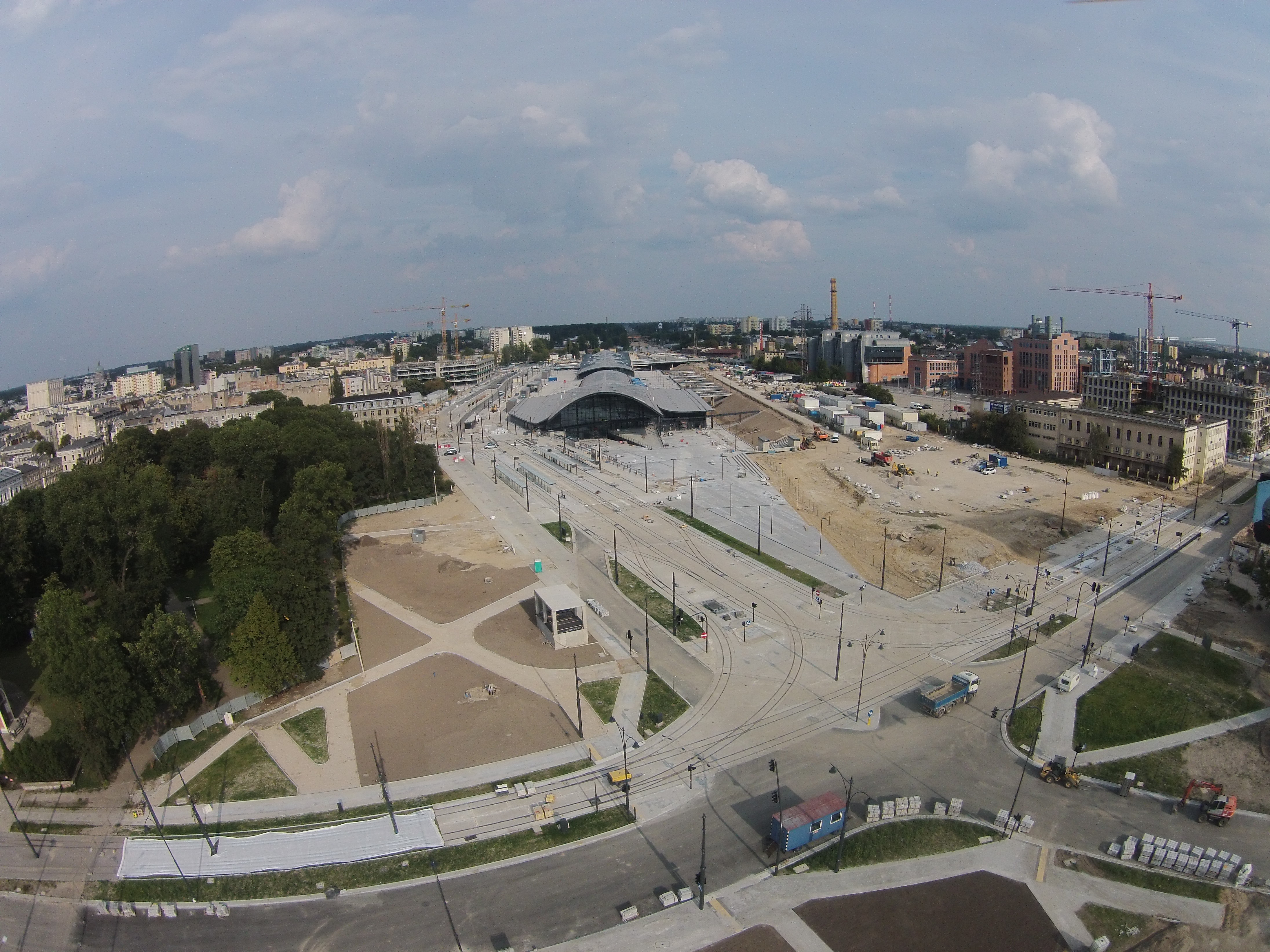
Budowa dworca Łódź Fabryczna i alei Rodziny Poznańskich w czerwcu 2016

Aleja Rodziny Poznańskich – aleja o długości ok. 600 metrów, położona w Łodzi, w dzielnicy Śródmieście, wybudowana w latach 2012–2016, przebiegająca wzdłuż stacji kolejowej Łódź Fabryczna. Została oddana do użytku w grudniu 2016 roku w związku z otwarciem stacji po pięcioletniej przebudowie.
Pierwotnie ulica nosiła miano Nowoskładowej, w związku z przebudową ulicy Składowej w ciąg pieszy. Obecną nazwę nadano w styczniu 2017 roku. Mimo starań Łódzkiego Ośrodka Geodezji Rada Miejska nie wyraziła zgody, aby patronem alei został Izrael Poznański (analogiczna sytuacja miała miejsce w przypadku ulic Nowotargowej i Nowowęglowej, odpowiednio al. Rodziny Scheiblerów i Grohmanów).
Ze względu na położenie aleja spełnia kluczową rolę w systemie komunikacji miejskiej. Na odcinku od al. Scheiblerów do ul. POW zlokalizowana jest krańcówka autobusowa, zaś pomiędzy ul. POW i Kilińskiego ulokowano czteroperonowy węzeł tramwajowo-autobusowy. Ulica jest otwarta dla ruchu na odcinku od al. Scheiblerów do ul. POW, pozostały odcinek jest wyłączony z ruchu dla pojazdów innych niż pojazdy MPK-Łódź.